# Guachochi
Guachochi è una municipalità dello stato di Chihuahua, nel Messico settentrionale, il cui capoluogo è la località omonima.
Conta 49.689 abitanti (2010) e ha una estensione di 6.962,03 km². 		
L'etimologia del nome della municipalità significa luogo degli aironi in lingua tarahumara.